# 一法師拓門
一法師 拓門（いっぽうし たくと、1997年10月21日 - ）は、日本のグラフィックデザイナー、クリエイティブディレクター、ファッションデザイナー。デザインスタジオ「ConcePione（コンセピオン）」代表。兵庫県出身。
文化服装学院特別講師、青山学院大学公認服飾団体「AOYAMA FASHION ASSOCIATION」特別顧問、東京コミュニケーションアート専門学校特別講師、名古屋デザイン&テクノロジー専門学校特別講師、OCA大阪デザイン&テクノロジー専門学校特別講師、福岡デザイン&テクノロジー専門学校特別講師。

## 経歴
高等学校卒業後、ベルギー、フランスでの海外生活の経験を経てファッションブランドに就職。国内外のファッションブランドにてデザイン経験を積む。
2021年に独立し、デザインスタジオ「ConcePione（コンセピオン）」を設立。2023年法人化により「株式会社ConcePione」となり、同社代表取締役に就任。社名は「Concept」と「Pioneer」に由来。
ロゴをはじめとして多様なグラフィックデザインを生み出し、現在はブランド戦略のディレクターとして、ナラティブの構築からコンセプト設計、ビジュアルデザイン(VI)の制作まで一貫して手がけている。
2022年より自身のアート制作も行っており、アーティストとしても活動している。

主な仕事に、D.LEAGUEのValuence INFINITIESのロゴデザイン、丹下都市建築設計のコーポレートブランディング、OMEGAのグラフィックデザイン、サイバーエージェントのインバウンド事業部ロゴデザイン、東京都が運営する東京エシカルでのファッションチャレンジディレクター、Appleとの取り組みによる「Today at Apple」の登壇、HAREとのグラフィックアートコラボレーション、J-WAVE主催のイベント「J-WAVE JAMS」のロゴデザイン、都築電気株式会社の「ダイバーシティ&インクルージョン」シンボルデザイン、三越伊勢丹「Rev Worlds」のイベントキービジュアルデザイン、日本最大級のHIPHOP音楽フェス「AH1 (ASIAN HIPHOP CONNECTION)」のロゴデザインなどがある。
トヨタ自動車が手掛ける「TOYOTA UPCYCLE」においてもデザインを担当しており、第一弾プロジェクトとして名古屋グランパスとのコラボレーションプロジェクトのクリエイティブディレクターを務めた。
アップサイクルデザインに注力して活動しており、持続可能なデザイン設計は多くのスポーツチームから求められ、ヤクルトスワローズ、ヴィッセル神戸、アルバルク東京など37チームを超える多様なジャンルのプロスポーツチームにおいてのアップサイクルデザインを務めている。
また、2024年4月にオーダースーツブランド「TAKT」をローンチし、デザイン性の強い斬新なスーツが好評を得た。

## 人物

### 本人について
- 身長が184cmで、10代の頃にモデルの経験がある[3]
- 特技はピアノで、3歳から高校生の受験期までピアノスクールに通っていた
- 家具が好きでオフィスには「USM Modular Furniture」や「TOM DIXON」「Vitra」などのデザイナーズ家具が並ぶ
- 父は筑波大学卒で工学博士号を取得している半導体研究者の一法師隆志（いっぽうし たかし、1960年6月26日 - ）[21]

### 仕事について
- 原色を使った色彩構成、独特の色合わせなど色彩感覚に独自の表現を用いる傾向がある[22]。
- コンセプト設計も得意としており、グラフィックデザインに加えブランド戦略のディレクターとして一貫したクリエイティブワークに取り組んでいる[23]。

## 主な仕事

### グラフィックデザイン 他
- Valuence INFINITIES、チームロゴデザイン[24]
- サイバーエージェント、インバウンド事業部ロゴデザイン[25]
- 丹下都市建築設計、コーポレートブランディング[26]
- 東京都、東京エシカルファッションチャレンジ・クリエイティブディレクター[27][28]
- トヨタ自動車、TOYOTA UPCYCLE デザイナー[29]
- Apple、「Today at Apple」クリエイティブセッション開催・登壇[30][31][32]
- OMEGA、グラフィックデザイン
- HARE、グラフィックアートを制作し、コラボレーション[33][34]
- 東京ヤクルトスワローズ、アップサイクルプロダクトデザイン
- 北斗の拳、40周年を記念したZ世代大学生デザインプロジェクトのディレクション
- 都築電気株式会社、D&Iシンボルロゴデザイン
- 三越伊勢丹、Rev Worldsのイベントキービジュアルデザイン
- 名古屋グランパスエイト、SDGs公式パートナーとしてのアップサイクルプロダクトデザイン[35]
- ジュビロ磐田、アップサイクルプロダクトデザイン[36]
- J-WAVE、「J-WAVE JAMS」のイベントロゴデザイン
- 長谷川ミラのアパレルブランド、「Jam apparel」ロゴデザイン
- 井手上漠のアパレルブランド、「BAAKU」グラフィックデザイン
- 鳥海連志所属のプロ車椅子バスケットボールチーム、「KANAGAWA VANGUARDS」チームロゴデザイン
- adidas、adidas RunnersとAOYAMA FASHION ASSOCIATIONのコラボレーション企画のクリエイティブディレクション ほか

## 出演
- 東京エシカルインタビュー掲載[37]
- J-WAVE、START LINEにメインゲスト出演[38]
- 原宿表参道新聞インタビュー掲載[39]
- ELLE girl、長谷川ミラのDID YOU KNOW?メインゲスト出演[40]
- DMM、インタビュー掲載[41]
- NTTカボニュー、インタビュー掲載[42]
- Fashionsnap.comインタビュー掲載1[43]
- Fashionsnap.comインタビュー掲載2[19]
- インターベルインタビュー掲載[44]
- CORRIENTEインタビュー掲載2[45]